# NGC 5102
NGC 5102 (również PGC 46674) – galaktyka soczewkowata (E-S0), znajdująca się w gwiazdozbiorze Centaura. Została odkryta 21 kwietnia 1835 roku przez Johna Herschela. Galaktyka ta należy do grupy galaktyk M83. Jest jedną z galaktyk soczewkowatych położonych najbliżej Ziemi. Charakteryzuje się małą aktywnością gwiazdotwórczą.